# Championnats de France de cyclisme sur route 2011
Les championnats de France de cyclisme sur route 2011 se sont déroulés à :
- Boulogne-sur-Mer (Pas-de-Calais) du 23 au 26 juin, pour les épreuves élites messieurs, amateurs et dames.
- Ussel (Corrèze) du 18 au 21 août, pour les championnats de France de l'Avenir (cadets, juniors et espoirs)[1].

Cinq catégories sont au programme : cadets (15/16 ans), juniors (17/18 ans), espoirs (moins de 23 ans), amateurs et professionnels.

## Programme
| Championnats de France à Boulogne-sur-Mer - Jeudi 23 juin - Contre-la-montre individuel dames élites et espoirs : 19 km - Contre-la-montre individuel messieurs élites : 49,2 km - Samedi 25 juin - Course en ligne dames élites et espoirs : 109,6 km - Course en ligne messieurs élites amateurs : 164,4 km - Dimanche 26 juin - Course en ligne messieurs élites professionnels 234,5 km | Championnats de France de l'Avenir à Ussel - Jeudi 18 août - Contre-la-montre individuel dames juniors : 19,6 km - Contre-la-montre individuel messieurs juniors : 19,6 km - Contre-la-montre individuel messieurs espoirs : 28,5 km - Vendredi 19 août - Course en ligne dames minimes et cadettes : 40,5 km - Course en ligne messieurs cadets : 81 km - Samedi 20 août - Course en ligne dames juniors : 67,5 km - Course en ligne messieurs juniors : 121,5 km - Dimanche 21 août - Course en ligne messieurs espoirs : 162 km |

## Podiums

### Hommes
| Épreuves                   | Or                                            | Argent                                           | Bronze                                   |
| -------------------------- | --------------------------------------------- | ------------------------------------------------ | ---------------------------------------- |
| Course en ligne - élites   | Sylvain Chavanel (Quick Step)                 | Anthony Roux (La Française des jeux)             | Thomas Voeckler (Europcar)               |
| Contre-la-montre - élites  | Christophe Kern (Europcar)                    | Christophe Riblon (AG2R La Mondiale)             | Geoffroy Lequatre (Team RadioShack)      |
| Course en ligne - amateurs | Freddy Bichot (Team Véranda Rideau Sarthe 72) | Samuel Plouhinec (Team Véranda Rideau Sarthe 72) | Matthieu Converset (AVC Aix-en-Provence) |
| Course en ligne - espoirs  | Damien Le Fustec (Poitou-Charentes)           | Arnaud Démare (Picardie)                         | Rudy Molard (Franche-Comté)              |
| Contre-la-montre - espoirs | Johan Le Bon (Bretagne)                       | Yoann Paillot (Poitou-Charentes)                 | Rudy Molard (Franche-Comté)              |
| Course en ligne - juniors  | Romain Faussurier (Rhône-Alpes)               | Pierre Latour (Rhône-Alpes)                      | Valentin Dufour (Poitou-Charentes)       |
| Contre-la-montre - juniors | Alexis Gougeard (Normandie)                   | Pierre-Henri Lecuisinier (Auvergne)              | Olivier Le Gac (Bretagne)                |
| Course en ligne - cadets   | Romain Tomasi (Aquitaine)                     | Vincent Ginelli (Picardie)                       | Mehdi Benhamouda (Languedoc-Roussillon)  |

### Femmes

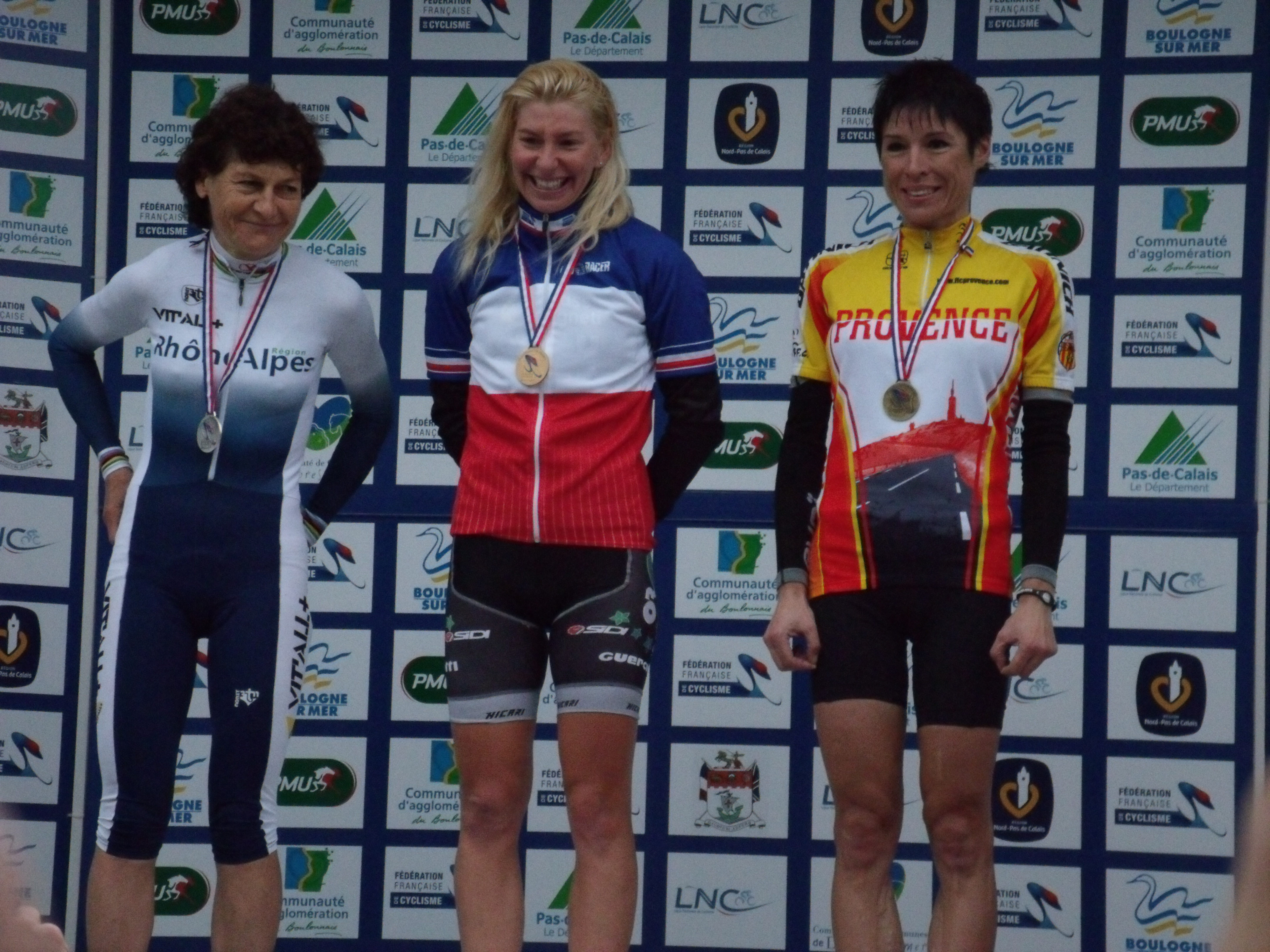
Jeannie Longo, Christel Ferrier-Bruneau et Magdalena de Saint-Jean sur le podium

| Épreuves                   | Or                                 | Argent                                     | Bronze                                     |
| -------------------------- | ---------------------------------- | ------------------------------------------ | ------------------------------------------ |
| Course en ligne - élites   | Christel Ferrier-Bruneau (Gauss)   | Jeannie Longo (Rhône-Alpes)                | Magdalena de Saint-Jean (Provence)         |
| Contre-la-montre - élites  | Jeannie Longo (Rhône-Alpes)        | Christel Ferrier-Bruneau (Gauss)           | Audrey Cordon (Vienne Futuroscope)         |
| Course en ligne - espoirs  | Audrey Cordon (Vienne Futuroscope) | Amélie Rivat (Rhône-Alpes)                 | Pauline Ferrand-Prévot (Champagne-Ardenne) |
| Contre-la-montre - espoirs | Audrey Cordon (Vienne Futuroscope) | Pauline Ferrand-Prévot (Champagne-Ardenne) | Mélodie Lesueur (Ile-de-France)            |
| Course en ligne - juniors  | Manon Souyris (Midi-Pyrénées)      | Fleur Faure (Provence)                     | Valentine Morin (Normandie)                |
| Contre-la-montre - juniors | Mathilde Favre (Rhône-Alpes)       | Eugénie Duval (Normandie)                  | Marine Strappazzon (Rhône-Alpes)           |
| Course en ligne - cadettes | Solène Vinsot (Bretagne)           | Alphanie Midelet (Picardie)                | Marine Lemarié (Normandie)                 |

## Résultats détaillés

### Championnats masculins
| #   | Cycliste         | Équipe           |    | Temps           |
| --- | ---------------- | ---------------- | -- | --------------- |
| 1   | Sylvain Chavanel | Quick Step       | en | 6 h 00 min 25 s |
| 2   | Anthony Roux     | FDJ              | +  | 36 s            |
| 3   | Thomas Voeckler  | Europcar         |    | 41 s            |
| 4.  | Julien Bérard    | AG2R La Mondiale |    | 2 min 15 s      |
| 5.  | Maxime Bouet     | AG2R La Mondiale |    | 2 min 17 s      |
| 6.  | Tristan Valentin | Cofidis          |    | 2 min 21 s      |
| 7.  | Paul Poux        | Saur-Sojasun     |    | 2 min 23 s      |
| 8.  | Cyril Lemoine    | Saur-Sojasun     |    | 2 min 44 s      |
| 9.  | Tony Gallopin    | Cofidis          |    | 4 min 15 s      |
| 10. | Pierre Rolland   | Europcar         |    | 4 min 19 s      |

| #   | Cycliste               | Équipe           |    | Temps       |
| --- | ---------------------- | ---------------- | -- | ----------- |
| 1   | Christophe Kern        | Europcar         | en | 59 min 41 s |
| 2   | Christophe Riblon      | AG2R La Mondiale | +  | 1 min 15 s  |
| 3   | Geoffroy Lequatre      | Team RadioShack  |    | 1 min 15 s  |
| 4.  | Anthony Roux           | FDJ              |    | 1 min 31 s  |
| 5.  | László Bodrogi         | Team Type 1      |    | 1 min 49 s  |
| 6.  | Sylvain Chavanel       | Quick Step       |    | 1 min 50 s  |
| 7.  | Damien Gaudin          | Europcar         |    | 1 min 56 s  |
| 8.  | Jérôme Coppel          | Saur-Sojasun     |    | 2 min 15 s  |
| 9.  | Jean-Christophe Péraud | AG2R La Mondiale |    | 2 min 28 s  |
| 10. | Dimitri Champion       | AG2R La Mondiale |    | 2 min 30 s  |

#### Course en ligne - amateurs

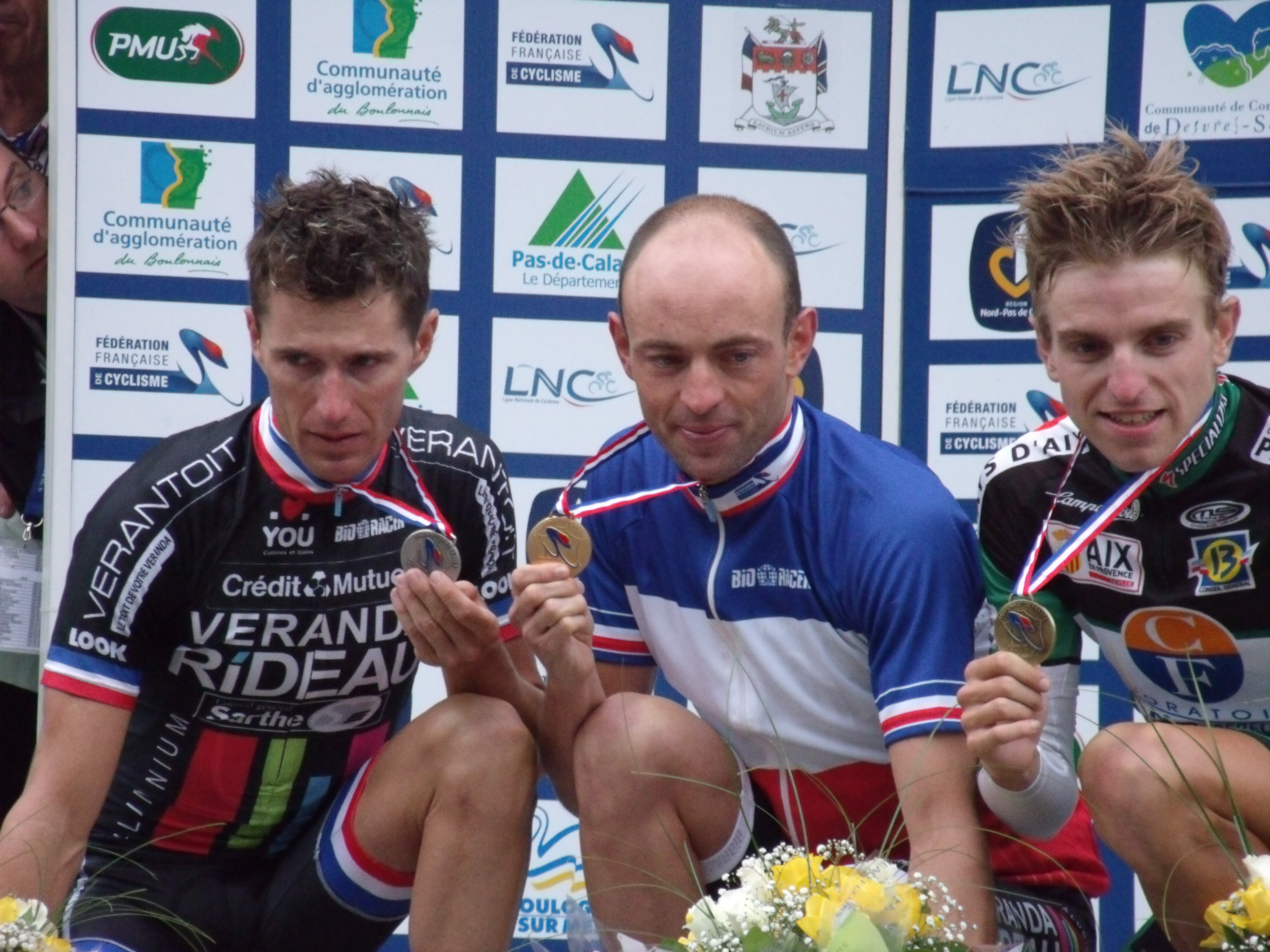
Samuel Plouhinec, Freddy Bichot et Matthieu Converset sur le podium

| #   | Cycliste           | Équipe                        |    | Temps           |
| --- | ------------------ | ----------------------------- | -- | --------------- |
| 1   | Freddy Bichot      | Team Véranda Rideau Sarthe 72 | en | 4 h 14 min 57 s |
| 2   | Samuel Plouhinec   | Team Véranda Rideau Sarthe 72 | +  | 0 s             |
| 3   | Matthieu Converset | AVC Aix-en-Provence           |    | 57 s            |
| 4.  | Émilien Viennet    | CC Étupes                     |    | 1 min 01 s      |
| 5.  | Blaise Sonnery     | Rhône-Alpes                   |    | 1 min 02 s      |
| 6.  | Vincent Canard     | Rhône-Alpes                   |    | 1 min 04 s      |
| 7.  | Romain Delalot     | CC Nogent-sur-Oise            |    | 1 min 05 s      |
| 8.  | Warren Barguil     | Bretagne                      |    | 1 min 06 s      |
| 9.  | Yann Guyot         | Île-de-France                 |    | 1 min 37 s      |
| 10. | Étienne Tortelier  | Sojasun espoir-ACNC           |    | 1 min 40 s      |

| #   | Cycliste          | Équipe           |    | Temps           |
| --- | ----------------- | ---------------- | -- | --------------- |
| 1   | Damien Le Fustec  | Poitou-Charentes | en | 3 h 48 min 20 s |
| 2   | Arnaud Démare     | Picardie         | +  | 14 s            |
| 3   | Rudy Molard       | Franche-Comté    |    | 14 s            |
| 4.  | Guillaume Bonnet  | Rhône-Alpes      |    | 14 s            |
| 5.  | Romain Bardet     | Rhône-Alpes      |    | 16 s            |
| 6.  | Dimitri Le Boulch | Île-de-France    |    | 24 s            |
| 7.  | Alexis Guérin     | Aquitaine        |    | 28 s            |
| 8.  | Romain Delalot    | Picardie         |    | 40 s            |
| 9.  | Loïc Desriac      | Franche-Comté    |    | 43 s            |
| 10. | Jérôme Cousin     | Pays-de-la-Loire |    | 44 s            |

| #   | Cycliste           | Équipe           |    | Temps       |
| --- | ------------------ | ---------------- | -- | ----------- |
| 1   | Johan Le Bon       | Bretagne         | en | 35 min 37 s |
| 2   | Yoann Paillot      | Poitou-Charentes | +  | 03 s        |
| 3   | Rudy Molard        | Franche-Comté    |    | 27 s        |
| 4.  | Romain Bacon       | Ile-de-France    |    | 39 s        |
| 5.  | Matthieu Boulo     | Bretagne         |    | 57 s        |
| 6.  | Dimitri Le Boulch  | Ile-de-France    |    | 1 min 13 s  |
| 7.  | Jérôme Cousin      | Pays de la Loire |    | 1 min 17 s  |
| 8.  | Arnaud Démare      | Picardie         |    | 1 min 22 s  |
| 9.  | Christophe Laporte | Côte d'Azur      |    | 1 min 26 s  |
| 10. | Irwin Gras         | Franche-Comté    |    | 1 min 27 s  |

### Championnats féminins
| #   | Cycliste                 | Équipe                |    | Temps           |
| --- | ------------------------ | --------------------- | -- | --------------- |
| 1   | Christel Ferrier-Bruneau | Gauss                 | en | 3 h 26 min 11 s |
| 2   | Jeannie Longo            | Rhône Alpes           | +  | 12 s            |
| 3   | Magdalena de Saint-Jean  | Provence              |    | 18 s            |
| 4.  | Joanne Duval             | ASPTT Dijon-Bourgogne |    | 4 min 12 s      |
| 5.  | Béatrice Thomas          | ASPTT Dijon-Bourgogne |    | 4 min 12 s      |
| 6.  | Julie Krasniak           | Lorraine              |    | 5 min 09 s      |
| 7.  | Mélanie Bravard          | Team GSD Gestion      |    | 7 min 15 s      |
| 8.  | Émilie Blanquefort       | Lointek               |    | 7 min 15 s      |
| 9.  | Emmanuelle Merlot        | Vienne Futuroscope    |    | 7 min 15 s      |
| 10. | Nathalie Jeuland         | Bretagne              |    | 7 min 28 s      |

| #   | Cycliste                 | Équipe             |    | Temps       |
| --- | ------------------------ | ------------------ | -- | ----------- |
| 1   | Jeannie Longo            | Rhône-Alpes        | en | 29 min 45 s |
| 2   | Christel Ferrier-Bruneau | Gauss              | +  | 42 s        |
| 3   | Audrey Cordon*           | Vienne Futuroscope |    | 52 s        |
| 4.  | Pauline Ferrand-Prévot*  | Champagne-Ardenne  |    | 57 s        |
| 5.  | Edwige Pitel             | Vienne Futuroscope |    | 1 min 20 s  |
| 6.  | Julie Krasniak           | Lorraine           |    | 1 min 27 s  |
| 7.  | Magdalena de Saint-Jean  | Provence           |    | 1 min 47 s  |
| 8.  | Mélodie Lesueur*         | Ile-de-France      |    | 1 min 58 s  |
| 9.  | Sandrine Bideau*         | Ile-de-France      |    | 2 min 22 s  |
| 10. | Alna Burato              | Champagne-Ardenne  |    | 2 min 38 s  |